# Dicliptera ochrochlamys
Dicliptera ochrochlamys är en akantusväxtart som beskrevs av Emery Clarence Leonard. Dicliptera ochrochlamys ingår i släktet Dicliptera och familjen akantusväxter. Inga underarter finns listade i Catalogue of Life.